# Knattspyrnufélag Reykjavíkur 2015
Questa voce raccoglie le informazioni riguardanti il Knattspyrnufélag Reykjavíkur nelle competizioni ufficiali della stagione 2015.

## Rosa
| N. |                        | Ruolo | Calciatore                  |
| -- | ---------------------- | ----- | --------------------------- |
| 1  | Islanda (bandiera)     | P     | Stefán Logi Magnússon       |
| 2  | Islanda (bandiera)     | D     | Grétar Sigfinnur Sigurðsson |
| 3  | Danimarca (bandiera)   | D     | Rasmus Christiansen         |
| 4  | Uruguay (bandiera)     | D     | Gonzalo Balbi               |
| 5  | Islanda (bandiera)     | D     | Skúli Jón Friðgeirsson      |
| 6  | Islanda (bandiera)     | D     | Gunnar Þor Gunnarsson       |
| 7  | Inghilterra (bandiera) | A     | Gary John Martin            |
| 8  | Islanda (bandiera)     | C     | Jónas Guðni Sævarsson       |
| 9  | Islanda (bandiera)     | C     | Thorsteinn Már Ragnarsson   |
| 10 | Islanda (bandiera)     | C     | Pálmi Rafn Pálmason         |

| N. |                      | Ruolo | Calciatore                 |
| -- | -------------------- | ----- | -------------------------- |
| 11 | Islanda (bandiera)   | C     | Almar Ormarsson            |
| 12 | Islanda (bandiera)   | P     | Hördur Fannar Björgvinsson |
| 13 | Islanda (bandiera)   | P     | Sindri Snær Jensson        |
| 16 | Islanda (bandiera)   | C     | Kristinn Magnússon         |
| 17 | Islanda (bandiera)   | C     | Hólmbert Aron Friðjónsson  |
| 18 | Islanda (bandiera)   | D     | Aron Bjarki Jósepsson      |
| 19 | Danimarca (bandiera) | A     | Sören Frederiksen          |
| 20 | Danimarca (bandiera) | C     | Jacob Schoop               |
| 22 | Islanda (bandiera)   | C     | Óskar Örn Hauksson         |
| 30 | Islanda (bandiera)   | A     | Axel Sigurdarson           |